# Voisines, Yonne
Voisines là một xã của Pháp, tọa lạc ở tỉnh Yonne trong vùng Bourgogne.
Trong tiếng Pháp, cư dân ở Voisines được gọi là Voisinats.
Xã Voisines nằm cách Sens 12 km và cách Villeneuve-l'Archevêque 15 km.

## Hành chính
| Danh sách các thị trưởng |                            |     |      |         |
| Giai đoạn                | Giai đoạn                  | Tên | Đảng | Tư cách |
| 2001 2008                | Philippe Van Den Driessche |     |      |         |
| 1983 2001                | Jean Beaudot               |     |      |         |
| 1956 1983                | Roland Coquelet            |     |      |         |
| 1944 1956                | Emile Broussouloux         |     |      |         |
| 1934 1944                | Marcel Bernisset           |     |      |         |
| 1921 1934                | Lucien Jarlat              |     |      |         |
| 1919 1921                | Adolphe Lhoste             |     |      |         |
| 1900 1919                | Louis Remy                 |     |      |         |

## Thông tin nhân khẩu
| 1962                                                 | 1968 | 1975 | 1982 | 1990 | 1999 |
| ---------------------------------------------------- | ---- | ---- | ---- | ---- | ---- |
| 217                                                  | 283  | 234  | 283  | 299  | 342  |
| Số liệu lấy từ năm 1962: Dân số không tính hai trùng |      |      |      |      |      |